# Слободские люди
Слободские люди, Слобожане — сословие Русского государства (Руси, России), жители слобод (род посада) и посадов, жители слободы, слободки.
Жители посадов и слобод назывались люди, с прибавлением эпитета: посадские, чёрной сотни, или определённой слободы.
По имущественному признаку (как и все сословия Русского государства, Руси) слободское население делилось на людей лучших, середних и молодших (меньших, младших). Разделение слободских людей на такие части проводилось по величине их промыслов и доходов. 
Жители слобод должны были быть приписаны к посаду, и составлять одно с ними тягло. Многие слободы были заведены боярами или частными владельцами. Жители таких слобод не несли тягла. Поэтому в 1648 году было велено такие слободы приписать к посадам в тягло.
Тягло расписывалось по количеству дворов, а не по численности населения. При записи в тягловую соху записывали меньшее количество дворов лучших людей, и большее меньших людей. Таким образом, лучшие люди платили больше, чем меньшие люди.